# Dhrol
Dhrol (hindi : ध्रोल) est une ville et une municipalité de l'État du Gujarat en Inde, dans le district de Jamnagar.

## Histoire
Dhrol était autrefois connue sous le nom de Dhamalpur. Elle était la capitale d'un État princiers fondé en 1539.

### Liste desThakursSâhibs
- Hardholji
- Jasoji Hardolji
- Bamanyanji Jasoji
- Hardholji Bamanyanji Ii
- Modji Hardholji
- Kaloji Panchanji
- Junoji Kaloji
- Ketoji Junoji
- Kaloji Junoji
- Waghji Junoji,
- Jaysinhji Ier
- Junoji Ii Jaysinhji
- Nathoji Junoji
- ? - 1803 Modji Nathoji
- 1803 - 1844 Bhupatsinhji Modji
- 1844 – 1886 : Jaisinhji II Bhupatsinhji
- 1886 - 1914 : Harisimhji Jaisimhji
- 1914 – 1937 : Daulatsimhji Harisimhji (1864-1947), abdiqua
- 1937 – 1939 : Jorawarsinhji Dipsinhji (1910-1939)
- 1939 - 1948 : Chandrasinhji Dipsinhji, né en 1912